# Parafia św. Mikołaja, św. Stanisława i św. Jana Chrzciciela w Ostromecku
Parafia św. Mikołaja, św. Stanisława i św. Jana Chrzciciela w Ostromecku – parafia rzymskokatolicka w diecezji toruńskiej, w dekanacie unisławskim, z siedzibą w Ostromecku.
Od 1 lutego 2016 proboszczem parafii jest ks. Piotr Sacha

## Historia
Parafia powstała w 1445 roku.

## Grupy parafialne
Żywy Różaniec, Koło Ministrantów, Zespół Charytatywny, Akcja Katolicka, Stowarzyszenie Dziewcząt pomagających w liturgii, Wakacyjny Klub Dzieci, Apostolstwo Dobrej Śmierci

## Zasięg parafii
Do parafii należą wierni z miejscowości: Mała Kępa, Mozgowina, Nowy Dwór, Pień, Rafa, Reptowo, Strzyżawa, Wielka Kępa.